# Neubuz
Neubuz är en ort i Tjeckien.   Den ligger i regionen Zlín, i den östra delen av landet, 260 km öster om huvudstaden Prag. Neubuz ligger 297 meter över havet och antalet invånare är 438.
Terrängen runt Neubuz är kuperad österut, men västerut är den platt. Neubuz ligger nere i en dal. Runt Neubuz är det ganska tätbefolkat, med 149 invånare per kvadratkilometer. Närmaste större samhälle är Zlín, 11,8 km väster om Neubuz. I omgivningarna runt Neubuz växer i huvudsak blandskog.